# أدريان كولومبينو
أدريان كولومبينو (بالإسبانية: Adrián Colombino)‏ هو لاعب كرة قدم أوروغواياني في مركز الوسط، ولد في 12 أكتوبر 1993 في مونتيفيديو في الأوروغواي. لعب مع مونتيفيديو واندررز.

## وصلات خارجية
- أدريان كولومبينو على موقع قاعدة بيانات كرة القدم.إي يو (الإنجليزية)
- أدريان كولومبينو على موقع Soccerway.com (الإنجليزية)
- أدريان كولومبينو على موقع AS.com (الإسبانية)